# Барабінський район
Барабінський район (рос. Барабинский район) — муніципальне утворення в Новосибірській області  Росії.
Адміністративний центр — місто Барабінськ.

## Географія
Район розташований на заході Новосибірської області. 58% площі району зайнято сільгоспугіддями, 20% — водними об'єктами, 9% — болота, 9% — лісами і чагарникові зарості, решта території зайнята будівлями, дорогами та іншими об'єктами. Територія району за даними на 2008 рік — 441,5 тис. га, у тому числі сільгоспугіддя — 311,9 тис. га (70,6% всієї площі).

## Історія
Район утворений в 1925 році складі Барабінського округу Сибірського краю, з 1930 року складі Західно-Сибірського краю. В 1937 район був включений у знову утворену Новосибірську область.

## Транспорт
Через територію району проходить ділянка Транссибірської залізничної магістралі «Татарськ — Новосибірськ». Протяжність автомобільних доріг — 364,1 км, з них з твердим покриттям — 355 км.

## Населення
| 2002    | 2009    | 2010    | 2011    | 2012    | 2013    | 2014    |
| ------- | ------- | ------- | ------- | ------- | ------- | ------- |
| 17 126  | ↗45 931 | ↘45 659 | ↘44 513 | ↘43 932 | ↘43 351 | ↘42 658 |
| 2015    | 2016    | 2017    | 2018    | 2019    |         |         |
| ↘42 212 | ↘41 845 | ↘41 531 | ↘41 231 | ↘40 902 |         |         |